# Anis-Tramete
Die Anis-Tramete (Trametes suaveolens) ist eine Pilzart aus der Familie der Stielporlingsverwandten. Das Artepitheton suaveolens stammt aus dem Lateinischen, bedeutet „lieblich duftend“ und bezieht sich auf den aromatischen Geruch der Fruchtkörper.

## Merkmale

### Makroskopische Merkmale
Die Anis-Tramete bildet einen konsolenförmigen 3–15 cm breiten und 2–5 cm dicken Fruchtkörper mit scharfer Außenkante, der bis 10 cm vom Substrat abstehen kann. Seine weißliche Oberfläche ist feinfilzig und nicht gezont. Ältere Exemplare sind oft durch Algen grünlich gefärbt. Auf der Unterseite befinden sich die 0,5–1,5 cm langen weiß- bis cremefarbenen Röhren. Die Anis-Tramete hat 1–3 rundliche bis eckige Poren pro mm, die im Alter gelblich-braun verfärben. Im frischen Zustand ist das Fleisch zäh und wird im Alter korkig-lederig. Der frische Pilz strömt einen starken Geruch nach Anis aus.

### Mikroskopische Merkmale
Ihre zylindrischen Sporen messen 7–9 × 3–4 μm.

## Verbreitung
Die Anis-Tramete kommt in Mittel- und Nordeuropa, sowie in Asien (bis China und Korea) sowie in Nordamerika vor. In einer Reihe von Gebieten (z. Bsp. Dänemark, England, Estland, Litauen, Norwegen, Schweden, Süd-Ural) ist sie selten und steht auf der Roten Liste der gefährdeten Arten. In Schweden ist sie lediglich von 15 Orten bekannt.

## Ökologie
Die Anis-Tramete ist ein saprobiontischer bis saproparasitischer Holzbewohner, der eine Weißfäule im befallenen Holz erzeugt. Die Fruchtkörper erscheinen das ganze Jahr über. Sie wächst fast ausschließlich auf Weiden, gelegentlich aber auch auf Pappeln.

## Bedeutung
Die Anistramete ist kein Speisepilz. In Österreich wird sie als Schadpilz in Weidenkulturen angesehen.

### Inhaltsstoffe
Der Geruch der Anis-Tramete beruht auf Anissäuremethylester und einem zweiten Ester der Anissäure. In ihr wurde auch Anisaldehyd nachgewiesen.

### Kulturgeschichte
Linné berichtet, dass die Lappen die Anistramete wegen ihres Geruches in ihre Truhen zwischen die Kleidung legten. Ferner sollten auf Brautschau junge Lappen diesen Pilz mit sich getragen haben. Aber die Anistramete kommt in Nordskandinavien gar nicht vor und wird dort durch den Wohlriechenden Weidenporling (Haploporus odorus) ersetzt. Im Gegensatz zur Anistramete, die ihren Geruch beim Trocknen verliert, behält der Wohlriechende Weidenporling seinen starken Anisgeruch bei. Der Wohlriechende Weidenporling ähnelt in seinem Äußeren stark der Anistramete, hat aber wesentlich kleinere Poren und elliptische, stachelige Sporen. Der Wohlriechende Weidenporling besiedelt die Tundren Europas, Amerikas und Asiens.